# Club Valencia
El Club Valencia es un equipo de fútbol de Maldivas que juega en la Dhivehi League, la liga de fútbol más importante del país.

## Palmarés
- Dhivehi League: 5

2001, 2002, 2003, 2004, 2008
- Campeonato Nacional de Maldivas: 5

1993, 1994, 1998, 1999, 2008
- Copa FA de Maldivas: 4

1988, 1995, 1999, 2004
- Recopa de Maldivas: 6

1996, 1997, 1998, 2004, 2005, 2007
- Copa POMIS: 3

1992, 1996, 2001
- Supercopa de Maldivas: 1

2008
- Torneo Inter-Cone de Sri Lanka: 1

1993
- Charity Shield de Maldivas: 1

2009

## Participación en competiciones de la AFC
- Champions League: 1 aparición

2003 - Ronda clasificatoria - 2.ª Ronda
- Copa de Clubes de Asia: 5 apariciones

| 1986 - Ronda clasificatoria 1995 - Ronda Preliminar | 1996 - Segunda ronda 1999 - Primera ronda | 2000 - Segunda ronda |

- Copa de la AFC: 5 apariciones

2004 - Fase de grupos
2005 - Fase de grupos
2009 - Fase de grupos
2017 - Preliminar
2022 - Preliminar 2
- Recopa de la AFC: 2 apariciones

| 1997 - Segunda ronda | 2001 - Primera ronda |

## Jugadores

### Jugadores destacados
- Dan Ito
- Ali Ashfaq
- Dudley Lincoln Steinwall